# 小川虎之助
小川 虎之助（、1897年〈明治30年〉12月1日 - 1967年〈昭和42年〉12月29日）は、日本の俳優。本名は小川 寅次。

## 来歴・人物
1897年（明治30年）12月1日、東京市浅草区蔵前に生まれる。5歳のときに新派の舞台で初舞台を踏み、弟の小太郎と共に新派の名子役といわれる。のちに新国劇に入団。沢田正二郎に芸の細かさを認められ、『三等水兵の日記』『髪』などでのコミックな役や、『国定忠次』などの老爺役を得意として大幹部俳優となる。戦後の1946年（昭和21年）に退団して新国民座を主宰するが、経済的事情から解散する。
1951年（昭和26年）、映画俳優に転向し、大映の『万華地獄』に出演して以来、各社の作品に出演。溝口健二や黒澤明作品の脇を固めるなどベテランぶりを発揮し、小太りで白髪頭の老け役として知られた。
1967年（昭和42年）12月29日、糖尿病の悪化で埼玉県浦和市の自宅で死去。70歳没。

## 出演作品

### 映画
- 万花地獄（1951年、大映） - 田丸主膳
- ホープさん サラリーマン虎の巻（1951年、東宝） - 吉川前社長
- 完結 佐々木小次郎（1951年、東宝） - 長岡佐渡
- 荒木又右衛門 決闘鍵屋の辻（1952年、東宝） - 川合武右衛門
- 慶安秘帖（1952年、東宝） - 牧野兵庫
- 西鶴一代女（1952年、新東宝） - 磯野弥太衛門
- ラッキーさん（1952年、東宝） - 奈良庄右衛門
- 三等重役（1952年、東宝） - 奈良前社長
- 生きる（1952年、東宝）- 公園課長[1][3]
- 四十八人目の男（1952年、東宝） - 大野九郎兵衛
- 喧嘩安兵衛（1952年、東宝） - 菅野六左衛門
- 続三等重役（1952年、東宝） - 奈良前社長
- 恐妻時代（1952年、東宝） - 社長
- 明日は日曜日（1952年、大映） - 石坂社長
- サラリーマン喧嘩三代記（1952年、新東宝） - 立石老人
- 次郎長三国志シリーズ（東宝） - 和田島の太左衛門
  - 第一部 次郎長売出す（1952年）
  - 第二部 次郎長初旅（1953年）
  - 第四部 勢揃い清水港（1953年）
  - 第八部 海道一の暴れん坊（1954年）
- 風雲千両船（1952年、東宝） - 江川太郎左衛門
- 吹けよ春風（1953年、東宝） - 老人
- 新婚のろけ節（1953年、大映） - 社長
- 憲兵（1953年、新東宝） - 重慶軍諜報将校沈悌霞
- 戦艦大和（1953年、新東宝） - 草鹿連合艦隊参謀長
- 金さん捕物帖 謎の人形師（1953年、東宝） - 鬼太郎
- 天晴れ一番手柄 青春銭形平次（1953年、東宝） - 水野越前守
- 太平洋の鷲（1953年、東宝） - 関根[9]
- 夜の終り（1953年、東宝） - 老刑事大久保
- すっ飛び千両旅（1953年、新東宝） - 秀五郎親分
- 一等女房と三等亭主（1953年、新東宝） - 馬並社長
- 初笑い寛永御前試合（1953年、新東宝） - 父三十郎
- 夕立勘五郎（1953年、東宝） - 花屋金兵衛
- 鯉名の銀平（1954年、東宝） - 同心蒲田三十郎
- 花の白虎隊（1954年、大映）
- 一等マダムと三等旦那（1954年、新東宝） - 押野社長
- 七人の侍（1954年、東宝） - 豪農家の祖父[1]
- かくて自由の鐘は鳴る（1954年、東宝） - 叔父
- 水着の花嫁（1954年、東宝） - 岩村総左衛門
- 潜水艦ろ号 未だ浮上せず（1954年、新東宝） - 荒川基地隊司令
- 花の白虎隊（1954年、大映） - 小林九十九
- たん子たん吉珍道中（1954年、新東宝） - 夜目鳥三太夫
- 大阪の宿（1954年、新東宝） - 大河原
- 日本敗れず（1954年、新東宝） - 豊島軍令部総長
- 泥だらけの青春（1954年、日活）
- ゴジラ（1954年、東宝） - 南海汽船社長[1][2][4]
- 慈悲心鳥（1954年、新東宝） - 篠原早人
- 黒い潮（1954年、日活） - 山田老巡査
- 血槍富士（1955年、東映） - あんま
- 愛のお荷物（1955年、日活） - 佐久間代議士
- 森繁の新入社員（1955年、新東宝） - 郡司社長
- 猿飛佐助（1955年、日活） - 戸沢白雲斎
- サラリーマン目白三平（1955年、東映） - マツオカ洋品店主
- 藤十郎の恋（1955年、大映） - 金子吉左衛門
- 幻の馬（1955年、大映） - 西山
- 美女決闘（1955年、新東宝） - 本多佐渡守
- 沙羅の花の峠（1955年、日活） - 庄衛門
- 青い果実（1955年、東宝） - 室井運平
- 生きものの記録（1955年、東宝） - 堀
- お嬢さん女中（1955年、新東宝） - 東都の社長
- 善太と三平（1955年、教育映画） - 田中の伯父
- 三人娘シリーズ（東宝）
  - ジャンケン娘（1955年） - 斎藤重兵衛
  - ロマンス娘（1956年） - 川村会長
- 新・平家物語 義仲をめぐる三人の女（1956年、大映） - 老公家
- まらそん侍（1956年、大映） - 宇佐美監物
- 泉（1956年、松竹） - 大沼博士
- 赤線地帯（1956年、大映） - ミッキーの父親
- 浅太郎鴉（1956年、大映） - 御室の勘助
- 人妻椿（1956年、松竹） - 円海和尚
- てんてん娘（1956年、東宝） - 虎之助
- 現代の欲望（1956年、東宝） - 頭取
- 夜の蝶（1957年、大映） - フランソワの客
- 刀傷未遂（1957年、大映） - 左右田孫兵衛
- 伴淳・森繁の糞尿譚（1957年、松竹） - 皆田老人
- 大忠臣蔵（1957年、松竹） - 与市兵衛
- 二宮尊徳の少年時代（1957年、東映教育） - 万兵衛
- 爆音と大地（1957年、東映） - 高崎町長
- 気違い部落（1957年、松竹） - 甚助伯父
- 暖流（1957年、大映） - 志摩泰英
- すっ飛び五十三次（1958年、松竹） - 津の国屋与左衛門
- フランキー・ブーチャンの殴り込み落下傘部隊（1958年、日活） - 基地司令長官
- 月給13,000円（1958年、松竹） - 下田張吉
- 銭形平次捕物控 鬼火燈籠（1958年、大映） - 善兵衛
- 人肌孔雀（1958年、大映） - 跡部源左衛門
- 七人若衆誕生（1958年、松竹） - 美濃屋作右衛門
- 夜の素顔（1958年、大映） - 高梨
- 濡れ髪剣法（1958年、大映） - 小田切但馬守
- 娘の中の娘（1958年、東映） - 長谷社長
- おトラさん大繁盛（1958年、東京映画） - 庄左衛門
- 水戸黄門漫遊記（1958年、大映） - 松原市郎右衛門
- 隠し砦の三悪人（1958年、東宝） - 橋の関所奉行
- 都会という港（1958年、大映） - 沢田安之助
- 続・社長太平記（1959年、東宝） - 白坪
- おヤエのあんま天国（1959年、日活） - 森園
- 疑惑の夜（1959年、東映） - 尾崎社長
- いつか来た道（1959年、大映） - 池田源太郎
- 電話は夕方に鳴る（1959年、大映） - 保守党幹部A
- 濡れ髪三度笠（1959年、大映） - 久保寺平左衛門
- 鳴門の花嫁（1959年、大映） - 阿部伊勢守
- 青春蛮歌（1959年、日活） - 加納前校長
- 暁の地平線（1959年、松竹） - 花火問屋の隠居
- 忠臣蔵 櫻花の巻・菊花の巻（1959年、東映） - 四方庵宗遍
- 天下の大泥棒 白浪五人男（1960年、東宝） - 茶店の老人
- セクシー・サイン 好き好き好き（1960年、大映） - 花島社長
- 太郎シリーズ（東映）
  - 天下の快男児 万年太郎（1960年） - 社長
  - 天下の快男児 旋風太郎（1961年） - 加納信五郎
- 非情都市（1960年、東宝） - 久我重役
- 次郎物語（1960年、松竹） - 正木の祖父
- 白い崖（1960年、東映） - 石山重役
- 番頭はんと丁稚どん（1960年、松竹） - 岩田老人
- 暴れん坊シリーズ（日活） - 一本槍鬼左衛門
  - 東京の暴れん坊（1960年）
  - でかんしょ風来坊（1961年）
  - 夢がいっぱい暴れん坊（1962年）
  - 銀座の次郎長（1963年）
  - 銀座の次郎長 天下の一大事（1963年）
- 大いなる驀進（1960年、東映） - 炭坑主吉田
- わんぱく公子（1960年、大映） - 森尾孫太夫
- かげろう侍（1961年、大映） - 弥兵衛
- 好人好日（1961年、松竹） - 作平
- B・G物語 二十才の設計（1961年、東宝） - 大道老人
- 黒い画集 寒流（1961年、東宝） - 安井銀行頭取
- 椿三十郎（1962年、東宝） - 里藤家三太夫
- 青年の椅子（1962年、日活） - 矢部社長
- 二人で歩いた幾春秋（1962年、松竹） - 義男の父
- サラリーマン物語 大器晩成（1963年、日活） - 星社長
- 武士道残酷物語（1963年、東映） - 木原重役
- 真田風雲録（1963年、東映） - 大野道犬
- がらくた（1964年、東宝） - 黄旗屋庄左衛門
- にっぽんぱらだいす（1964年、松竹） - 酒屋の隠居

### テレビドラマ
- ナショナル ゴールデン・アワー / てんてん娘（1956年 - 1957年、KRT）
- 山一名作劇場 / 息子の縁談（1957年、NTV）
- 源氏鶏太シリーズ / 随行さん（1958年、KR）
- お好み日曜座 / 華やかな夜景（1958年、NHK）
- ヤシカゴールデン劇場（NTV）
  - 釣忍（1959年）
  - 花嫁の日（1959年）
- のり平ジョークボックス 第11話「葡萄畑の侵入者」（1959年、CX）
- 私だけが知っている（NHK）
  - 二つの真相（1959年）
  - 脱走者 探偵局初之黒星（1960年）
- 人生うらおもて 第1回「臨時昇給」（1960年、NTV）
- 夫婦百景（NTV）
  - 第124回「夫婦絶景」（1960年）
  - 第224回「女房怪談」（1962年）
- プリンス劇場・愛のシグナル / 大臣の洋傘（1960年、CX）
- 日立劇場 / 哀れな兎たち（1960年、TBS）
- ゴールデン劇場 / 竹之丞しぐれ（1960年、NTV）
- テレビ指定席（NHK）
  - 帽子（1961年）
  - 星に行った女（1962年）
- 人生の四季（NTV）
  - 第32回「あべこべ」（1962年）
  - 第45回「大財閥」（1962年）
- テレビ劇場 / 二度目の青春（1962年、NHK）
- お気に召すまま 第10話「セールスの秘訣」（1962年、NET）
- 東芝日曜劇場 第308回「煙の王様」（1962年、TBS）
- 夫の居ぬ間 第15回「妻の戦略」（1962年、CX）
- 浪曲ドラマ / 盤嶽の一生（1963年、NHK）
- コメディフランキーズ 第12回「ギャング王カポネ」（1963年、TBS）
- 判決 第61話「赤い実」（1963年、NET）
- 日産スター劇場（NTV）
  - ツキが変わった（1964年）
  - きつね馬（1964年）
  - 幕末笑談 文明爆裂弾（1964年）